# Lisa Ryder
Lisa Ryder (ur. 26 października 1970 w Edmonton) – kanadyjska aktorka, znana przede wszystkim z roli Beki Valentine w serialu telewizyjnym Andromeda.

## Życiorys
Ryder urodziła się i wychowywała w kanadyjskim mieście Edmonton. Uczęszczała na University of Toronto, gdzie zainteresowała się sztuką aktorską. Po ukończeniu studiów założyła w Toronto grupę teatralną o nazwie Bald Ego Productions.
W telewizji zaczęła grać na początku lat 90. W tym czasie występowała też w wielu sztukach teatralnych, jak Put Me Away, którą napisała sama. W latach 1995–1996 pojawiała się jako detektyw Tracy Vetter w finałowym sezonie telewizyjnego dramatu science-fiction CBS Nocny łowca (Forever Knight). W 2000 dostała jedną z czołowych ról w tasiemcu Global TV Andromeda (Gene Roddenberry's Andromeda). Produkcji serialu zaprzestano w 2005 po 110 odcinkach, w większości których Ryder wystąpiła. Aktorka zagrała też w horrorze Jason X (2001) jako android Kay-Em 14.

## Filmografia
- 1994: Legendy Kung Fu (Kung Fu: The Legend Continues) jako Alana (serial TV)
- 1995–1996: Nocny łowca (Forever Knight) jako detektyw Tracy Vetter (serial TV)
- 1996: The Newsroom jako Kris (serial TV)
- 1997: City of Dark jako Kim
- 1997: Czynnik PSI (PSI Factor: Chronicles of the Paranormal) jako Mary Callwood (serial TV)
- 1997: Strands jako Halley
- 1997: Ziemia: Ostatnie starcie (Earth: Final Conflict) jako Kate Boone, żona Williama Boone'a (serial TV)
- 1998: Bez uczuć (Blackheart) jako Sam
- 1998: Stolen Heart jako Joey
- 1998: The Adventures of Shirley Holmes jako Jenny Bane (serial TV)
- 1999: Pamięć absolutna 2070 (Total Recall 2070) jako doktor Grace (serial TV)
- 2000–2005: Andromeda (Gene Roddenberry's Andromeda) jako oficer Beka Valentine (serial TV)
- 2001: Jason X jako Kay-Em 14
- 2001: Wind at My Back jako Jane Easterbrook (serial TV)
- 2002: By Any Means Necessary: The Making of 'Jason X' jako ona sama/Kay-Em 14
- 2004: Lemon jako Estelle Freisen
- 2005: Życie przed śmiercią (Secret Lives) jako Shelby
- 2009: His Name Was Jason: 30 Years of Friday the 13th jako ona sama
- 2013: Crystal Lake Memories: The Complete History of Friday the 13th jako ona sama